# هل کتچام
هل کتچام (انگلیسی: Hal Ketchum؛ ۹ آوریل ۱۹۵۳ – ۲۳ نوامبر ۲۰۲۰) یک موسیقی‌دان اهل ایالات متحده آمریکا است.